# Pia Nalli
Pia Maria Nalli (Palermo, Reino de Italia, 10 de febrero de 1886-Catania, Italia, 27 de septiembre de 1964) fue una matemática italiana conocida por su trabajo en sumabilidad de series de Fourier, en el teorema de Morera para funciones analíticas en varias variables y por encontrar la solución a la ecuación integral de Fredholm de tercer tipo por primera vez. Sus intereses en investigación fueron desde la geometría algebraica al análisis funcional y análisis tensorial. Fue ponente en el Congreso Internacional de Matemáticos de 1928.
Fue una de las primeras mujeres en ejercer como profesoras en la Universidad de Catania, junto a Carmelina Naselli, Gina Fasoli y Dina Bertoni Jovine. Es también recordada por su lucha contra la discriminación contra las mujeres en las universidades italianas. Una calle en Roma lleva su nombre.

## Biografía y carrera

### Infancia y educación
Nalli nació el 10 de febrero de 1886 en una familia de clase media con siete hijos en Palermo. Estudió en la Universidad de Palermo, donde obtuvo un laurea en 1910 bajo la dirección de Giuseppe Bagnera, con una tesis sobre geometría algebraica, y el mismo año se unió al Circolo Matematico di Palermo.
Tras completar sus estudios, Nalli ayudó a Bagnera en Palermo en 1911, y tras ello empezó a trabajar como profesora de escuela. Completó una tesis de habilitación en 1914 sobre teoría de integrales, y continuó trabajando en análisis de Fourier y series de Dirichlet durante los siguientes años.

### Carrera académica
Nalli trabajó como ayudante de Giuseppe Bagnera en la Universidad de Palermo entre el 1 de abril y el 16 de noviembre de 1911. Tras ello enseñó en varios institutos, primero en la escuela femenina de Avellino, después en Trapani, y desde el 16 de noviembre de 1912 en la escuela técnica femenina de Palermo. Durante este tiempo, Nalli continuó con su investigación, completando su tesis "Esposizione e confronto critico delle diverse definizioni proposte per l'integrale definito di una funzione limitata o no", un estudio de la teoría de integrales basado en el trabajo reciente de Émile Borel, Henri Lebesgue, Charles-Jean de la Vallée Poussin, Giuseppe Vitali y Arnaud Denjoy.
En 1921, Nalli se convirtió en profesora extraordinaria en la Universidad de Cagliari. Había sido evaluada segunda frente a Mauro Picone en la competencia por la plaza, posiblemente en parte por ser mujer, pero Picone decidió permanecer en la Universidad de Catania y convertirse en jefe de matemáticas allí, de forma que el puesto en Cagliari recayó en Nalli. En 1923 fue listada primera para una plaza en la Universidad de Pavía, pero no le ofrecieron la plaza. Tras recibir un trato similar de otras varias universidades, se trasladó a la Universidad de Catania como catedrática en 1927. Por esta época, posiblemente animada por Tullio Levi-Civita, cambió su área de investigación del análisis funcional al cálculo tensorial.
Fue ponente invitada en el Congreso Internacional de Matemáticos de 1928.

### Muerte y legado
Nalli falleció el 27 de septiembre de 1964 en Catania. Una calle en Roma, la Via Pia Nalli, lleva su nombre.

## Obras destacadas
Pia Nalli publicó 61 trabajos matemáticos, incluyendo una monografía (Nalli, 1914) y un libro de texto. Su Opera scelte (Nalli, 1976) incluye esta monografía además de once artículos sobre varios temas del análisis funcional y matemático.
- Nalli, Pia (1911), «Riduzione di un fascio di curve piane di genere uno, corrispondente a sé stesso in una trasformazione birazionale involutoria del piano», Rendiconti del Circolo Matematico di Palermo (en italiano) 31 (1): 92-108, doi:10.1007/BF03018796..
- Nalli, Pia (1914), Esposizione e confronto critico delle diverse definizioni proposte per l'integrale definito di una funzione limitata o no (en italiano), Palermo: Stabilimento tipografico Virzì, p. 163..
- Nalli, Pia (1922), «Sulle operazioni funzionali lineari», Rendiconti del Circolo Matematico di Palermo (en italiano) 46 (1): 49-90, doi:10.1007/BF03018259..
- Nalli, Pia (1928), «Sulla metrica superficiale di una varietà», Rendiconti del Circolo Matematico di Palermo (en italiano) 52 (1): 260-264, doi:10.1007/BF03016619..
- Nalli, Pia (1937), «Trasporti rigidi di vettori nelle varietà metriche», Rendiconti del Circolo Matematico di Palermo (en italiano) 61 (2): 314-338, doi:10.1007/BF03014120..
- Nalli, Pia (1976),  Fichera, Gaetano; Guglielmino, Francesco, eds., Opere scelte, Opere dei Grandi Matematici Italiani (en italiano), Milano: Litografia D. Cislaghi per conto dell'Unione Matematica Italiana e dell'Università di Catania, p. 364..